# Campionati mondiali di freestyle 2009
I Campionati mondiali di freestyle 2009 sono stati la 13ª edizione della manifestazione. Si sono svolti a Inawashiro, in Giappone, dal 2 all'8 marzo 2009.

## Risultati

### Uomini

#### Salti
| Posizione | Atleta           | Nazione     | Punti  |
| 1         | Ryan St. Onge    | Stati Uniti | 254,66 |
| 2         | Steve Omischl    | Canada      | 252,07 |
| 3         | Warren Shouldice | Canada      | 240,14 |

Data: 4 marzo 2009

#### Gobbe
| Posizione | Atleta          | Nazione     | Punti |
| 1         | Patrick Deneen  | Stati Uniti | 23,41 |
| 2         | Tapio Luusua    | Finlandia   | 21,89 |
| 3         | Vincent Marquis | Canada      | 21,66 |

Data: 7 marzo 2009

#### Gobbe in parallelo
| Posizione | Atleta             | Nazione   |
| --------- | ------------------ | --------- |
| 1         | Alexandre Bilodeau | Canada    |
| 2         | Nobuyuki Nishi     | Giappone  |
| 3         | Tapio Luusua       | Finlandia |

Data: 8 marzo 2009

#### Ski cross
| Posizione | Atleta        | Nazione |
| --------- | ------------- | ------- |
| 1         | Andreas Matt  | Austria |
| 2         | Thomas Zanger | Austria |
| 3         | Davey Barr    | Canada  |

Data: 2 marzo 2009

#### Halfpipe
| Posizione | Atleta         | Nazione | Punti |
| 1         | Kevin Rolland  | Francia | 45,5  |
| 2         | Justin Dorey   | Canada  | 45,3  |
| 3         | Xavier Bertoni | Francia | 43,5  |

Data: 5 marzo 2009

### Donne

#### Salti
| Posizione | Atleta        | Nazione   | Punti  |
| 1         | Li Nina       | Cina      | 203,21 |
| 2         | Xu Mengtao    | Cina      | 197,04 |
| 3         | Jacqui Cooper | Australia | 194,32 |

Data: 4 marzo 2009

#### Gobbe
| Posizione | Atleta        | Nazione   | Punti |
| 1         | Aiko Uemura   | Giappone  | 24,71 |
| 2         | Jennifer Heil | Canada    | 22,88 |
| 3         | Nikola Sudová | Rep. Ceca | 21,76 |

Data: 7 marzo 2009

#### Gobbe in parallelo
| Posizione | Atleta         | Nazione     |
| --------- | -------------- | ----------- |
| 1         | Aiko Uemura    | Giappone    |
| 2         | Miki Ito       | Giappone    |
| 3         | Hannah Kearney | Stati Uniti |

Data: 8 marzo 2009

#### Ski cross
| Posizione | Atleta            | Nazione |
| --------- | ----------------- | ------- |
| 1         | Ashleigh McIvor   | Canada  |
| 2         | Karin Huttary     | Austria |
| 3         | Méryll Boulangeat | Francia |

Data: 2 marzo 2009

#### Halfpipe
| Posizione | Atleta          | Nazione     | Punti |
| 1         | Virginie Faivre | Svizzera    | 40,4  |
| 2         | Megan Gunning   | Canada      | 40,2  |
| 3         | Jennifer Hudak  | Stati Uniti | 38,4  |

Data: 5 marzo 2009

## Medagliere
| Pos.   | Paese       | Oro | Argento | Bronzo | Totale |
| ------ | ----------- | --- | ------- | ------ | ------ |
| 1      | Canada      | 2   | 4       | 3      | 9      |
| 2      | Giappone    | 2   | 2       | 0      | 4      |
| 3      | Stati Uniti | 2   | 0       | 2      | 4      |
| 4      | Austria     | 1   | 2       | 0      | 3      |
| 5      | Cina        | 1   | 1       | 0      | 2      |
| 6      | Francia     | 1   | 0       | 2      | 3      |
| 7      | Svizzera    | 1   | 0       | 0      | 1      |
| 8      | Finlandia   | 0   | 1       | 1      | 2      |
| 9      | Rep. Ceca   | 0   | 0       | 1      | 1      |
| 9      | Ucraina     | 0   | 0       | 1      | 1      |
| Totale | Totale      | 10  | 10      | 10     | 30     |